# 奥尔莫真蒂莱
奥尔莫真蒂莱（義大利語：Olmo Gentile），是意大利阿斯蒂省的一个市镇。总面积5.11平方公里，人口92人，人口密度18.0人/平方公里（2009年）。ISTAT代码为005081。